# Келеметов (хутір)
Келеметов (рос. Келеметов) — хутір Шовгеновського району Адигеї Росії. Входить до складу Заревського сільського поселення.
Населення — 31 особа (2015 рік).